# Eboulis calcaires de la vallée de l'Armançon
Eboulis calcaires de la vallée de l'Armançon este o arie protejată (sit de importanță comunitară — SCI) din Franța întinsă pe o suprafață de 219 ha, integral pe uscat.

## Localizare
Centrul sitului Eboulis calcaires de la vallée de l'Armançon este situat la coordonatele 47°52′20″N 4°03′03″E / 47.87222°N 4.05083°E.

## Înființare
Situl Eboulis calcaires de la vallée de l'Armançon a fost declarat arie specială de conservare în baza directivei 92/43 din 1992 referitoare la conservarea habitatelor naturale și a faunei și florei sălbatice pentru a proteja 5 specii de animale.

## Biodiversitate
Situată în ecoregiunea continentală, aria protejată conține 10 habitate naturale: Grohotișuri termofile și vest-mediteraneene, Pajiști uscate seminaturale și facies de acoperire cu tufișuri pe substraturi calcaroase (Festuco-Brometalia) (* situri importante pentru orhidee), Peșteri inaccesibile publicului, Pante stâncoase calcaroase cu vegetație casmofită, Grohotișuri medio-europene calcaroase, de la nivel colinar și montan, Păduri de fag Asperulo-Fagetum, Pajiști carstice calcaroase sau bazofile, de Alysso-Sedion albi, Păduri aluvionare cu Alnus glutinosa și Fraxinus excelsior (Alno-Padion, Alnion incanae, Salicion albae), Păduri de fag din Europa Centrală dezvoltate pe sol calcaros cu Cephalanthero-Fagion, Fânețe de joasă altitudine (Alopecurus pratensis, Sanguisorba officinalis).
La baza desemnării sitului se află mai multe specii protejate de  mamifere (5): liliac cu urechi mari (Myotis bechsteinii), liliac cărămiziu (Myotis emarginatus), liliac comun (Myotis myotis), liliacul mare cu potcoavă (Rhinolophus ferrumequinum), liliacul mic cu potcoavă (Rhinolophus hipposideros).
Pe lângă speciile protejate, pe teritoriul sitului au mai fost identificate 4 specii de plante, 30 de specii de păsări, 5 specii de mamifere.